# Kom (schronisko)

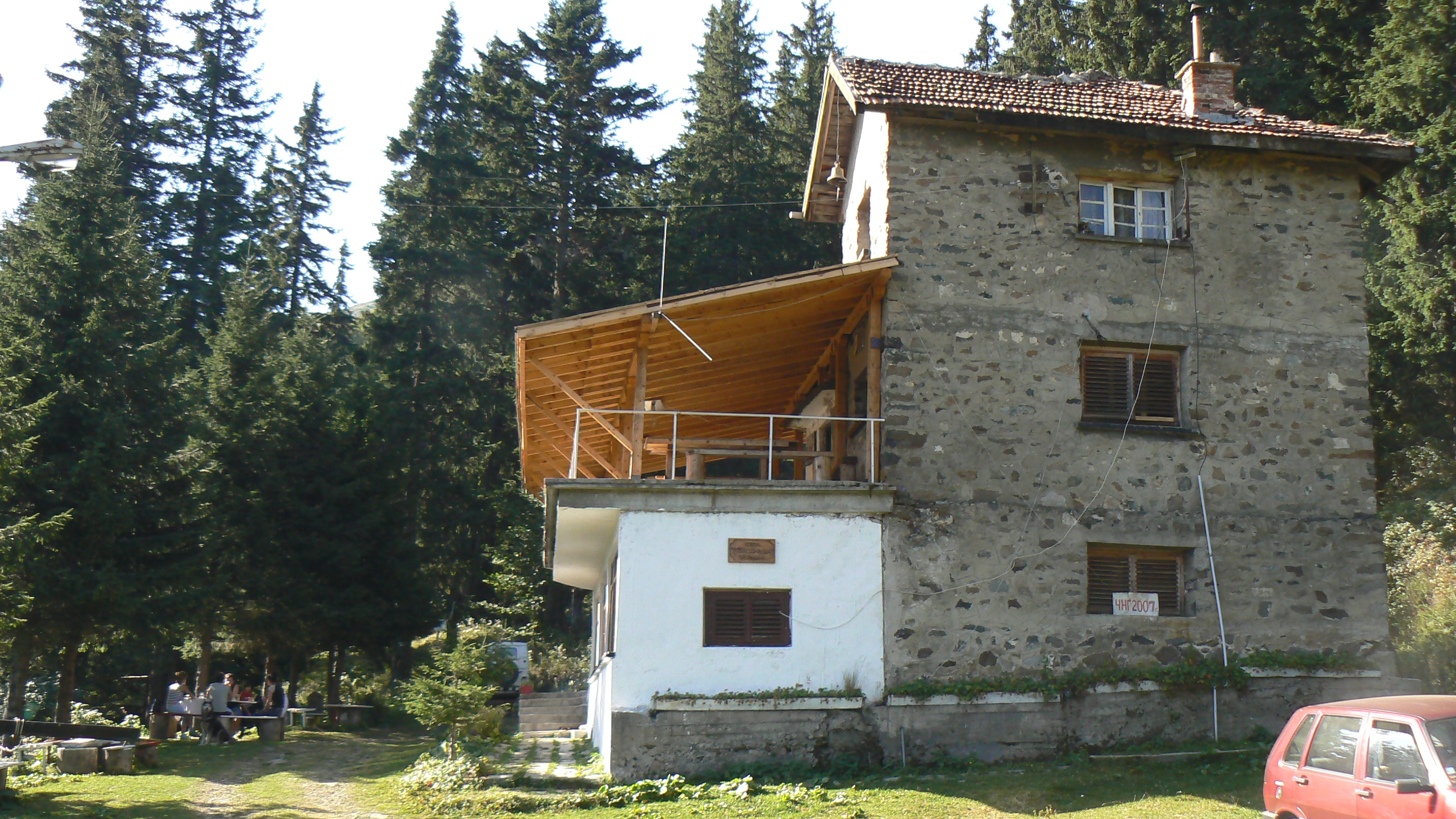
Stare schronisko Kom o współrzędnych: N 43,10,54; E 23,4,42

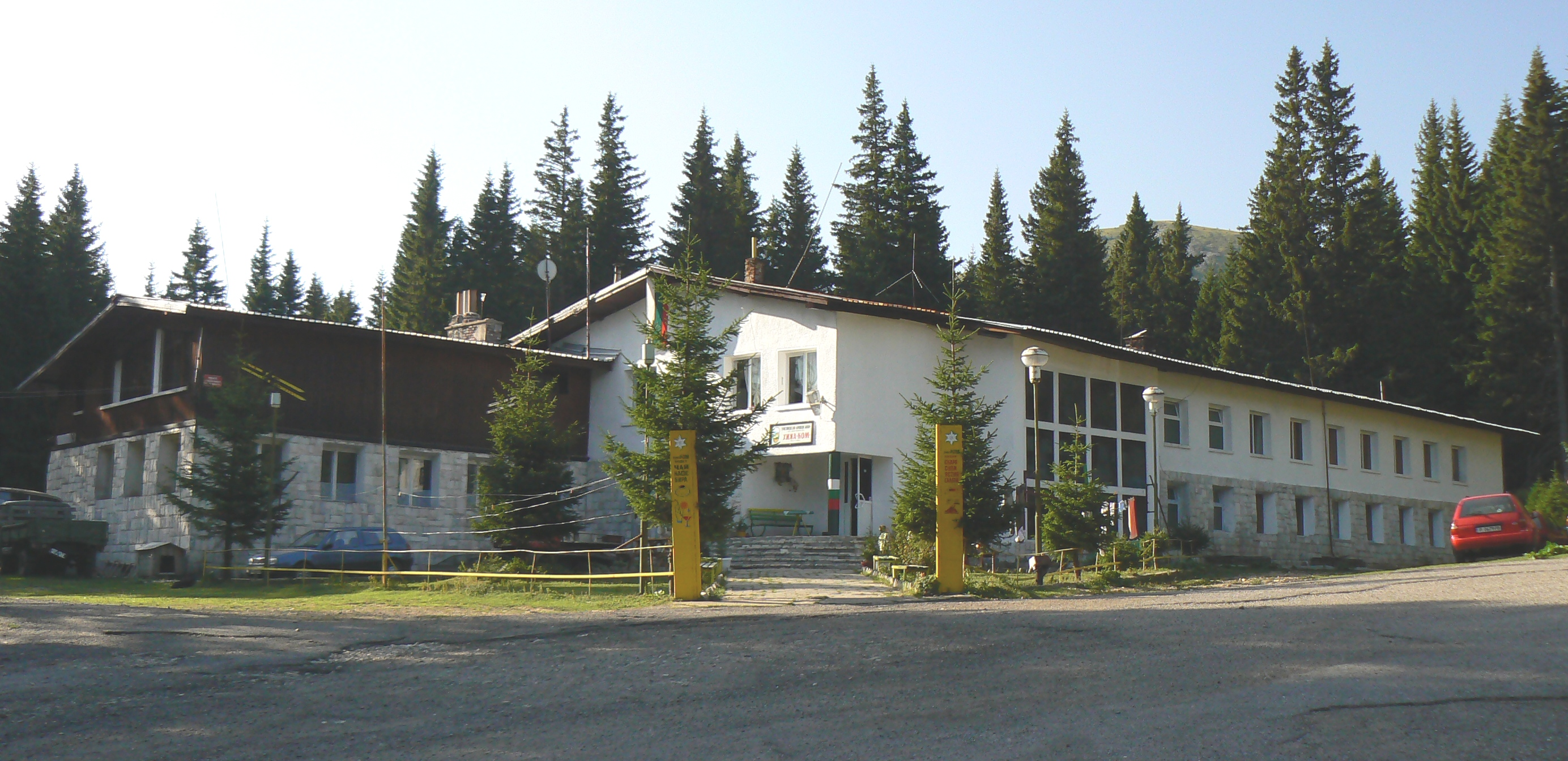
Nowe schronisko Kom o współrzędnych: N 43,11,20' E 23,4,50

Nazwę Kom (bułg. Ком) noszą 2 schroniska – nowe i stare, w Berkowskim Bałkanie, u podnóża jednego z wysokich szczytów Starej Płaniny – Komu. Obydwa schroniska są dwupiętrowe, zelektryfikowane i z dostępem do wody. Dwa schroniska służą jako punkt wyjściowy przy pokonywaniu bułgarskiej części europejskiego szlaku turystycznego E-3, znanego też jako szlak Kom - Emine.

## Stare schronisko
Stare schronisko jest położone w miejscu Pokoja na wysokości 1620 m n.p.m. Budynek ma pojemność 28 miejsc z zewnętrznym i wewnętrznym węzłem sanitarnym. Do dyspozycji są kuchnia turystyczna i jadalnia. Ogrzewane jest piecem i elektrycznie.
Znajduje się około 30 minut od nowego schroniska drogą gruntową; od niej odchodzą szlaki na Kom (około 1,5 - 2 godz.), do miejsca Małyk samar, wsi Byrzija i letni szlak turystyczny do schroniska Petrochan.

## Nowe schronisko
Nowe schronisko Kom znajduje się w miejscu Gorna korija, na wysokości 1506 m n.p.m. Budynek jest duży, ma pojemność 120 miejsc. Schronisko ma centralne ogrzewanie, połowa pokoi ma wspólne węzły sanitarne na piętrach, a druga połowa – samodzielne łazienki. Dysponuje restauracją, kuchnią turystyczną i jadalnią.
Nowe schronisko jest dostępne dobrą asfaltową drogą z Berkowicy (około 14 km) i w około 3:30 godz. pieszo znakowanymi szlakami z Berkowicy i z Przełęczy Petrochańskiej. Pobliskie obiekty turystyczne to: Wazow kamyk (około 20 minut), szczyt Sztyrkowica (około 40 minut), schronisko Malina (około 3 godziny), obóz Pryszkowica (około 2 godziny). W nowym schronisku można dostać pieczęć turystyczną z Komu.

## Galeria

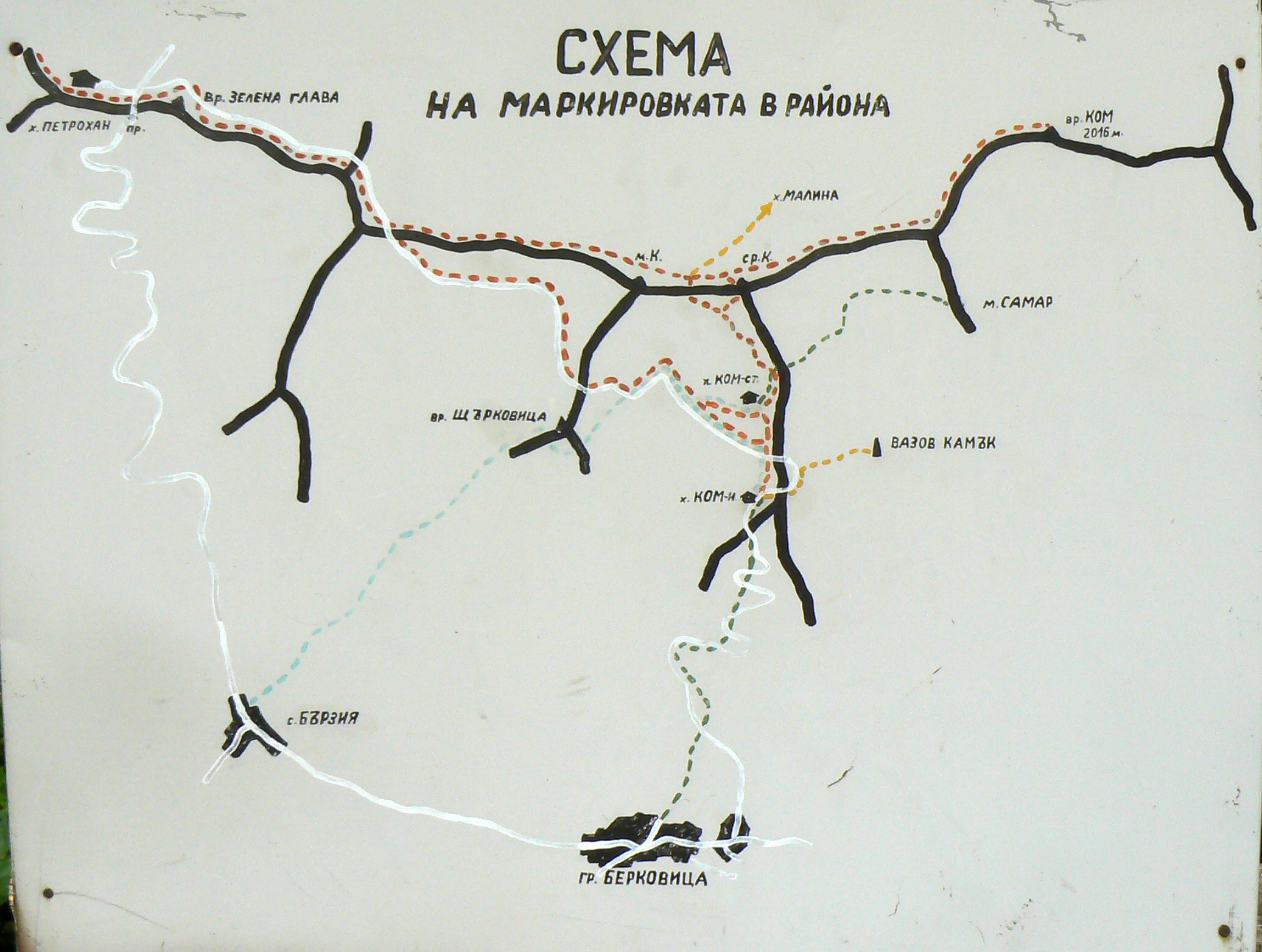
Mapa szlaków w rejonie nowego schroniska
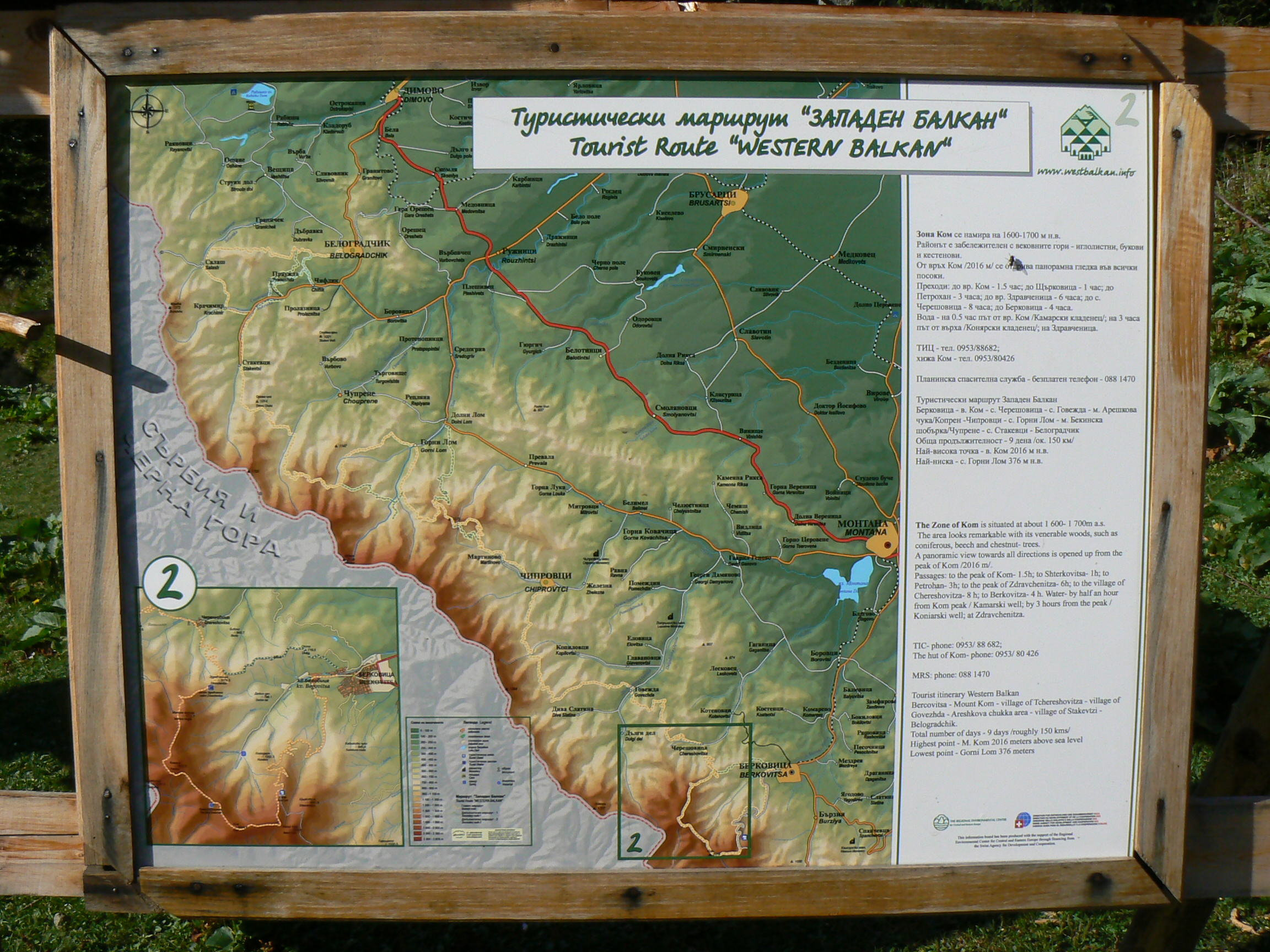
Tablica informacyjna przed nowym schroniskiem
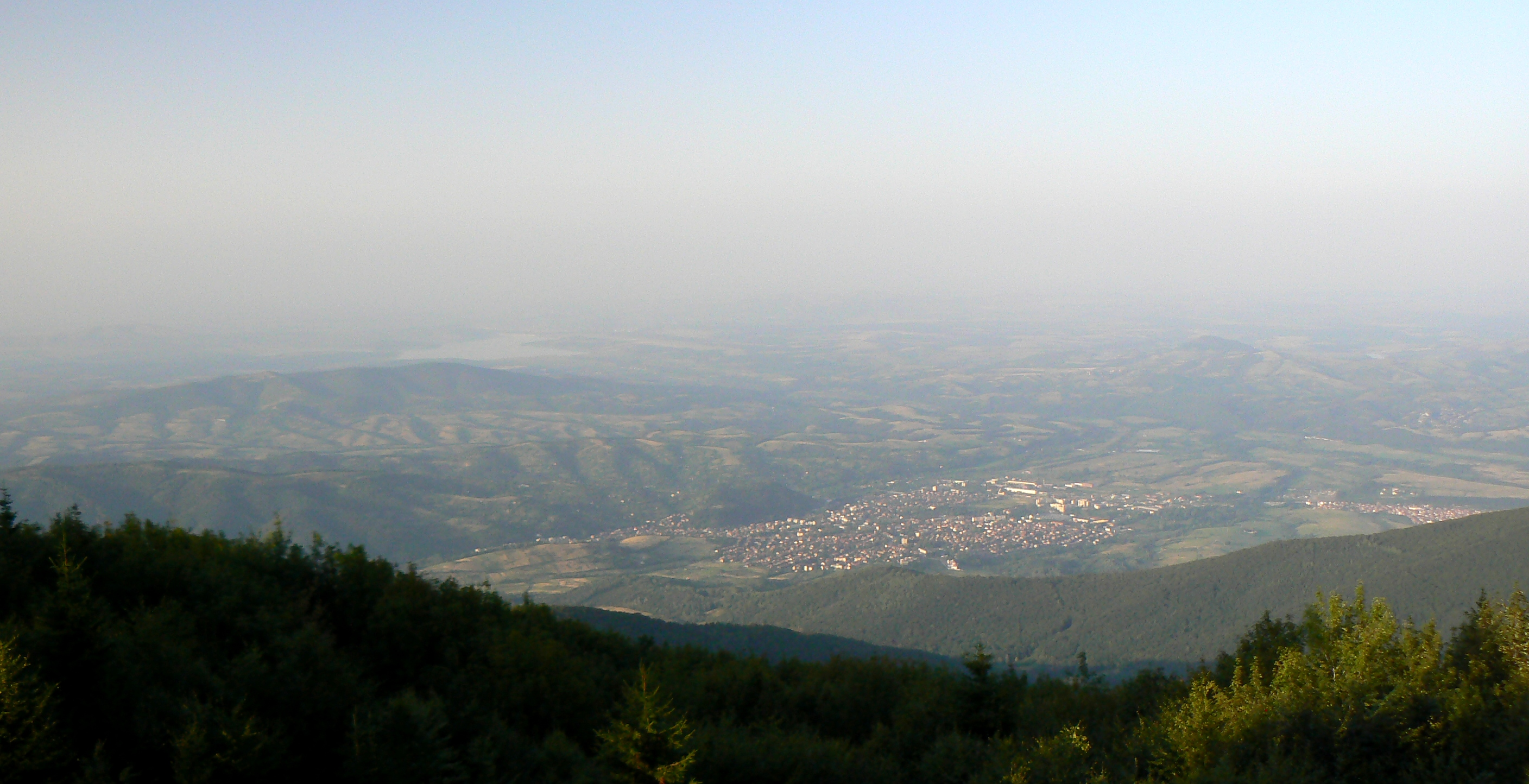
Widok na Berkowicę z wysokości nowego schroniska Kom